# 妙道会教団

## 設立者
- 佐原忠次郎（聖師先生）
- 佐原俊江

## 教義
西田無学が提唱した在家による法華経の先祖供養という、霊友会の教義を継承しつつ、法華経に基づく夫婦両家の先祖供養を提唱している。朝夕には回向のために読経供養を行う。『法華経』を中心に『回向要品』、『三大誓願』、『聖訓』を定めている。

## 沿革
昭和10年5月、佐原忠次郎は自身の子供が虚弱であることを悩み、法事で呼んだ僧侶が所用で来られなかったことなどから、「先祖供養は自分でするもの」という霊友会の教義に賛同して入信。地域で信望の厚かった佐原夫妻の入会を知り、多くの知人も入信した。昭和12年1月、霊友会の第11支部長に就任。その後、商売を廃業し信仰一筋に入る。昭和14年敷地内にあった工場を講堂に改築、関西における霊友会の最初の道場を築く。1951年（昭和26年）の霊友会事件から多くの支部が独立して教団設立することになるが、佐原夫妻も同年2月4日に同会を離脱・独立し、妙道会教団と公称して大阪市南区北桃谷町（現：中央区上本町西）に本部を開設した。昭和31年2月には本部を天王寺区に移転、昭和33年3月には「日の御本尊」を開顕した。昭和50年9月に滋賀県の琵琶湖畔に「大宝塔」を涌出し「聖地」びらきを行った。